# Episodi di Orange Is the New Black (prima stagione)
La prima stagione della serie televisiva Orange Is the New Black è stata pubblicata sulla piattaforma statunitense on demand Netflix l'11 luglio 2013.
In Italia gli episodi sono stati pubblicati sulla piattaforma on demand InfinityTV dal 6 giugno al 27 giugno 2014. La stagione è poi andata in onda sul canale Mya di Mediaset Premium dal 23 settembre 2014; in chiaro è stata trasmessa su Rai 4 dal 5 febbraio al 30 aprile 2015.
Al termine di questa stagione escono dal cast principale Laura Prepon e Michelle Hurst.
| nº | Titolo originale       | Titolo italiano            | Pubblicazione USA | Pubblicazione Italia |
| -- | ---------------------- | -------------------------- | ----------------- | -------------------- |
| 1  | I Wasn't Ready         | Non ero pronta             | 11 luglio 2013    | 6 giugno 2014        |
| 2  | Tit Punch              | Pugno alla tetta           | 11 luglio 2013    | 6 giugno 2014        |
| 3  | Lesbian Request Denied | Richiesta lesbica respinta | 11 luglio 2013    | 6 giugno 2014        |
| 4  | Imaginary Enemies      | Nemiche immaginarie        | 11 luglio 2013    | 13 giugno 2014       |
| 5  | The Chickening         | La caccia alla gallina     | 11 luglio 2013    | 13 giugno 2014       |
| 6  | WAC Pack               | Il consiglio               | 11 luglio 2013    | 13 giugno 2014       |
| 7  | Blood Donut            | Ciambella di sangue        | 11 luglio 2013    | 20 giugno 2014       |
| 8  | Moscow Mule            | Il mulo di Mosca           | 11 luglio 2013    | 20 giugno 2014       |
| 9  | Fucksgiving            | Fottuto ringraziamento     | 11 luglio 2013    | 20 giugno 2014       |
| 10 | Bora Bora Bora         | Bora bora bora             | 11 luglio 2013    | 27 giugno 2014       |
| 11 | Tall Men With Feelings | Uomini duri con sentimenti | 11 luglio 2013    | 27 giugno 2014       |
| 12 | Fool Me Once           | Fregami una volta          | 11 luglio 2013    | 27 giugno 2014       |
| 13 | Can't Fix Crazy        | Non puoi guarire un pazzo  | 11 luglio 2013    | 27 giugno 2014       |

## Non ero pronta
- Titolo originale: I Wasn't Ready
- Diretto da: Michael Trim
- Scritto da: Liz Friedman e Jenji Kohan
- Personaggio in primo piano: Piper Chapman

### Trama
Piper Chapman, una borghese bianca e benestante di New York, viene condannata a quindici mesi di carcere per un crimine commesso dieci anni prima (reato che sarebbe caduto in prescrizione dopo dodici anni). È così costretta a lasciare la casa che condivide con il suo promesso sposo Larry Bloom per entrare nella prigione federale, sezione femminile. Entra subito nel vivo delle dinamiche interrazziali della vita carceraria e impara alcune delle fondamentali regole per vivere lì dentro. Involontariamente offende Red, la potente matriarca russa responsabile della cucina della prigione, la quale risponde alle offese di Piper offrendole per pranzo un assorbente interno insanguinato. Piper è scioccata nello scoprire che Alex Vause, la donna che amava e che l'ha trasformata in un corriere della droga, si trova nella medesima prigione.
Alcuni flashback svelano i particolari del crimine di Chapman, come il momento in cui Piper lo confida alla famiglia e la proposta di matrimonio di Larry.
- Special guest star: Pablo Schreiber (George "Pornobaffo" Mendez).
- Guest star: Natasha Lyonne (Nicky Nichols), Danielle Brooks (Tasha Jefferson); Deborah Rush (Carol Chapman), Nick Sandow (Joe Caputo), Todd Susman (Harold Bloom), Michael Chernus (Cal Chapman); Maria Dizzia (Polly Harper); Lea DeLaria (Big Boo); Beth Fowler (Jane Ingalls); Catherine Curtin (Wanda Bell); Vicky Jeudy (Janae Watson); Laura Gómez (Blanca Flores); Selenis Leyva (Gloria Mendoza); Dascha Polanco (Dayanara Diaz); Yael Stone (Lorna Morello); Bill Hoag (Bill Chapman); Mary Looram (Celeste Chapman); Matt McGorry (John Bennett); Elizabeth Rodriguez (Aleida Diaz); Abigail Savage (Gina Murphy); Constance Shulman (Yoga Jones)

## Pugno alla tetta
- Titolo originale: Tit Punch
- Diretto da: Uta Briesewitz
- Scritto da: Marco Ramirez
- Personaggio in primo piano: Galina "Red" Reznikov

### Trama
Dopo aver offeso le pietanze preparate da Red, Piper è costretta al digiuno e cerca di scusarsi con la donna preparandole un unguento per il mal di schiena (come aveva imparato grazie alla sua amica Polly, con cui fuori dalla prigione condivide la creazione di saponi e lozioni profumate da rivendere in alcuni negozi locali). Alex durante il periodo di digiuno di Piper le offre del cibo, che lei stoicamente rifiuta. Nel frattempo Suzanne, detta "occhi pazzi", inizia a corteggiare Piper.

#### Flashback
Nel flashback viene approfondita la storia di Red, la quale in passato aveva cercato di fare amicizia con le mogli di alcuni imprenditori russi con scarsi risultati. Fu così che il marito di Red si vide costretto ad accettare un losco compito.
- Special guest star: Pablo Schreiber (George “Pornobaffo” Mendes)
- Guest stars: Danielle Brooks (Tasha Jefferson); Natasha Lyonne (Nicky Nichols); Laverne Cox (Sophia Burset); Nick Sandow (Joe Caputo); Uzo Aduba (Suzanne “Occhi pazzi” Warren); Yael Stone (Lorna Morello); Matt Peters (Joel Luschek); Vicky Jeudy (Janae Watson); Diane Guerrero (Maritza Ramos); Jackie Cruz (Flaca Gonzales); Lea DeLaria (Big Boo); Madeline Brewer (Tricia Miller); Elizabeth Rodriguez (Aleida Diaz); Annie Golden (Norma Romano); Catherine Curtin (Wanda Bell); Selenis Leyva (Gloria Mendoza); Matt McGorry (John Bennett); Jessica Pimentel (Maria Ruiz); Alysia Reiner (Natalie Figueroa); Dascha Polanco (Dayanara Diaz); Samira Wiley (Poussey Washington); Constance Shulman (Yoga Jones); Abigail Savage (Gina Murphy); Emma Myles (Leanne Taylor)

## Richiesta lesbo respinta
- Titolo originale: Lesbian Request Denied
- Diretto da: Jodie Foster
- Scritto da: Sian Heder
- Personaggio in primo piano: Sophia Burset

### Trama
Piper continua a dover affrontare le avance di "occhi pazzi", mentre la sua amica e socia Polly inizia a non consultarla più sulle decisioni che riguardano la loro attività. "Occhi pazzi" comincia a chiamare Piper "mia moglie" e quest'ultima si vede costretta a rifiutare fermamente la donna. Nel frattempo a Piper viene assegnata una branda nello stesso cubicolo di Miss Claudette, famosa per la sua ossessione per la verità e per la pulizia. "Occhi pazzi" per vendetta fa pipì nel cubicolo di Piper. I rapporti tra Alex e Piper restano ostili, perché secondo quest'ultima è stata proprio Alex a denunciarla e a farla finire in prigione.

#### Flashback
Viene raccontata la storia di Burset e della sua famiglia (moglie e figlio), tutti toccati dalla scelta di Burset di cambiare sesso da uomo a donna. Per potersi permettere l'operazione di cambio di sesso, Burset ha commesso un reato di frode su carte di credito, motivo per cui è in carcere. Nel presente Burset è in prigione e le vengono ridotte le dosi di estrogeni a causa di tagli nel budget. Durante un colloquio arriva a chiedere a sua moglie di portarle delle pillole di nascosto.
- Special guest star: Pablo Schreiber (George “Pornobaffo” Mendes)
- Guest stars: Uzo Aduba (Suzanne “Occhi pazzi” Warren); Samira Wiley (Poussey Washington); Natasha Lyonne (Nicky Nichols); Danielle Brooks (Tasha Jefferson); Laverne Cox (Sophia Burset); Arden Myrin (Dr. Brooks); Maria Dizzia (Polly Harper); Lea DeLaria (Big Boo); Alysia Reiner (Natalie Figueroa); Dascha Polanco (Dayanara Diaz); Tanya Wright (Crystal Burset); Abigail Savage (Gina Murphy); Yael Stone (Lorna Morello); Emma Myles (Leanne Taylor); Vicky Jeudy (Janae Watson); Annie Golden (Norma Romano); Laura Gómez (Blanca Flores); Michael Chernus (Cal Chapman); Catherine Curtin (Wanda Bell); Deborah Rush (Carol Chapman); Matt McGorry (John Bennett); Jessica Pimentel (Maria Ruiz);

## Nemiche immaginarie
- Titolo originale: Imaginary Enemies
- Diretto da: Michael Trim
- Scritto da: Gary Lennon
- Personaggio in primo piano: Claudette Pelage

### Trama
Chapman trova il suo equilibrio dividendo il cubicolo con Miss Claudette e comincia a frequentare il laboratorio di riparazioni elettroniche, dove perde un cacciavite e l'intero staff della prigione si mette alla ricerca dell'attrezzo in quanto potrebbe essere utilizzato come un'arma. Piper torna nel suo cubicolo con il cacciavite ritrovato, provocando l'ira di Miss Claudette. Riesce in ogni caso a risolvere la situazione e anche la relazione tra Miss Claudette e Piper migliora. Chapman aiuta alcune delle altre prigioniere nel rivedere le lettere di appello. Claudette, dopo aver ricevuto la lettera del suo vecchio amico Baptiste, accetta la riapertura del suo caso.

#### Flashback
Si rivive il passato di Claudette, originaria di Haiti, arrivata clandestina negli Stati Uniti appena adolescente per lavorare come donna delle pulizie, fino ad arrivare all'omicidio da lei compiuto ai danni di un uomo che abusava di una delle impiegate minorenni della sua ditta di pulizie.
- Special guest star: Pablo Schreiber (George “Pornobaffo” Mendes)
- Guest stars: Madeline Brewer (Tricia Miller); Nick Sandow (Joe Caputo); Uzo Aduba (Suzanne “Occhi pazzi” Warren); Samira Wiley (Poussey Washington); Matt Peters (Joel Luschek); Danielle Brooks (Tasha Jefferson); Natasha Lyonne (Nicky Nichols); Lea DeLaria (Big Boo); Vicky Jeudy (Janae Watson); Beth Fowler (Jane Ingalis); Harriett D. Foy (Tessa); Dascha Polanco (Dayanara Diaz); Abigail Savage (Gina Murphy); Matt McGorry (John Bennett); Selenis Leyva (Gloria Mendoza); Yael Stone (Lorna Morello); Jackie Cruz (Flaca Gonzales); James McDaniel (Jean Baptiste);

## La caccia alla gallina
- Titolo originale: The Chickening
- Diretto da: Andrew McCarthy
- Scritto da: Nick Jones
- Personaggi in primo piano: Dayanara e Aleida Diaz

### Trama
Mentre Chapman si rilassa nel cortile, vede una gallina. Red racconta del suo sogno in cui cucinava una gallina e offre un regalo alla persona che riesce a catturare l'animale. Larry nel frattempo scopre che è stata Alex Vause a fare il nome di Chapman, nonostante la ragazza neghi. In ogni caso, sotto consiglio del padre, Larry decide di mentire a Piper, dicendole che non fu Alex a tradirla, per non rendere alla sua fidanzata ancora più complicata la vita carceraria. Morello pone fine alla sua relazione con Nicky, perché vuole concentrarsi sulla preparazione del suo matrimonio con Cristhopher, una volta uscita dalla prigione. Burset chiede gli estrogeni alla Sorella Ingalls, la quale rifiuta. Il tetto della cappella cade al suolo, mentre Doggett stava tentando di appendere un crocifisso. Le prigioniere sono quindi costrette a lavorare sodo per riparare il danno. Miss Claudette cerca il suo legale, perché sia riaperto il caso. Bennett, una guardia, e Dayanara, un'ispanica prigioniera, cominciano a scambiarsi bigliettini in un posto segreto. Aleida, la madre, consiglia alla figlia di prendere appuntamento con una guardia, che possa farle favori in cambio, provocando la rabbia della figlia, che si sta invece innamorando proprio di Bennett.

#### Flashback
Si rivive la complicata e triste storia della famiglia Diaz (Dayanara e Aleida), invischiata nella produzione di droga.
- Special guest star: Pablo Schreiber (George “Pornobaffo” Mendes)
- Guest stars: Taryn Manning (Tiffany Doggett); Natasha Lyonne (Nicky Nichols); Danielle Brooks (Tasha Jefferson); Todd Susman (Howard Bloom); Laverne Cox (Sophia Burset); Samira Wiley (Poussey Washington); Uzo Aduba (Suzanne “Occhi pazzi” Warren); Dascha Polanco (Dayanara Diaz); Diane Guerrero (Maritza Ramos); Maria Dizzia (Polly Harper); Jackie Cruz (Flaca Gonzales); Matt Peters (Joel Luschek); Annie Golden (Norma Romano); Elizabeth Rodriguez (Aleida Diaz); Lea DeLaria (Big Boo); Berto Colon (Cesar); Allison Fernandez (Eva); Matt McGorry (John Bennett); Abigail Savage (Gina Murphy); Constance Shulman (Yoga Jones); Yael Stone (Lorna Morello); Emma Myles (Leanne Taylor); Catherine Curtin (Wanda Bell)

## Il consiglio
- Titolo originale: WAC Pack
- Diretto da: Michael Trim
- Scritto da: Lauren Morelli
- Personaggio in primo piano: Nicole "Nicky" Nichols

### Trama
Chapman riceve la visita della madre. Polly prende tutto il controllo dell'affare del sapone. Ora che è convinta che non sia stata Alex a tradirla, Chapman comincia a vederla con occhi diversi. Larry accetta di scrivere un articolo sulla vita della fidanzata in prigione. Healy, una guardia, annuncia le imminenti elezioni per le donne del consiglio sindacale ed incoraggia Chapman a rappresentare il gruppo delle bianche. Nonostante lei rifiuti, Healy la inserisce lo stesso nel consiglio. Le guardie cominciano a cercare per la prigione un cellulare con il quale è stata scattata una fotografia pornografica. È Chapman a trovarlo per prima, nascosto in una mattonella dell'unico bagno con porta. Aleida, cerca di sedurre Bennett, provocando l'ira della figlia Dayanara. La ragazza si chiude così con Bennett in una stanza per cercare un approccio fisico e mentre gli abbassa i pantaloni scopre che egli ha una gamba artificiale.

#### Flashback
Viene raccontato il difficile rapporto tra Nicky e sua madre e come Red abbia aiutato la ragazza con i suoi problemi di droga durante i primi mesi in carcere.
- Special guest star: Pablo Schreiber (George “Pornobaffo” Mendez)
- Guest stars: Yael Stone (Lorna Morello); Constance Shulman (Yoga Jones); Uzo Aduba (Suzanne “Occhi pazzi” Warren); Danielle Brooks (Tasha Jefferson); Jackie Cruz (Flaca Gonzales); Taryn Manning (Tiffany Doggett); Lauren Lapkus (Susan Fischer); Annie Golden (Norma Romano); Laverne Cox (Sophia Burset); David Aaron Baker (Tim); Diane Guerrero (Maritza Ramos); Matt McGorry (John Bennett); Elizabeth Rodriguez (Aleida Diaz); Deborah Rush (Carol Chapman); Samira Wiley (Poussey Washington); Madeline Brewer (Tricia Miller); Berto Colon (Cesar); Laua Gómez (Blanca Flores); Maria Dizzia (Polly Harper); Lea DeLaria (Big Boo); Jessica Pimentel (Maria Ruiz); Alysia Reiner (Natalie Figueroa); Olya Zueva (Jamie); Nick Sandow (Joe Caputo); Emma Myles (Leanne Taylor)

## Ciambella di sangue
- Titolo originale: Blood Donut
- Diretto da: Matthew Penn
- Scritto da: Sara Hess
- Personaggio in primo piano: Janae Watson

### Trama
Watson torna dall'isolamento dov'era stata rinchiusa, perché ritenuta colpevole della perdita del cacciavite nel laboratorio di elettricità. Chapman le confessa che era stata lei la causa, ma ribatte alla rabbia della compagna di prigione, ricordandole come in realtà fosse stata spedita in isolamento perché litigò con le guardie.
Chapman capisce che la storia del sindacato è una finzione, ma riesce comunque a far concedere alle detenute mezz'ora di corsa nel cortile in cambio del cellulare che aveva trovato. Chapman nel frattempo prova ad essere carina con Alex. Doggett si arrabbia per il fatto che Chapman abbia vinto il posto nel sindacato, perché lei avrebbe avuto la possibilità di approfittare di quel posto per rifarsi i denti. Alex difende Piper minacciando Doggett di molestarla se non tace. Mendez, un'altra guardia, fa pressione su Red affinché faccia entrare nella prigione la droga tra le provviste, ma Red rifiuta.

#### Flashack
Viene raccontato il passato di Watson e come da prodigio dell'atletica diventa ladra.
- Guest stars: Vicky Jeudy (Janae Watson); Adrienne C. Moore (Cindy Hayes); Lauren Lapkus (Susan Fischer); Ezra Knight (Coach); Natasha Lyonne (Nicky Nichols); Danielle Brooks (Tasha Jefferson); Nick Sandow (Joe Caputo); Lea DeLaria (Big Boo); Annie Golden (Norma Romano); Taryn Manning (Tiffany Doggett); Madeline Brewer (Tricia Miller); Laverne Cox (Sophia Burset); Catherine Curtin (Wanda Bell); Journee Brown (Janae Watson a 10 anni); Sanja Danilovic (Katya); Yael Stone (Lorna Morello); Selenis Leyva (Gloria Mendoza); Emma Myles (Leanne Taylor); Dascha Polanco (Dayanara Diaz); Nick Stevenson (Pete Harper); José Baéz (El Diablo); Alysia Reiner (Natalie Figueroa); Matt McGorry (John Bennett); Constance Shulman (Yoga Jones)

## Il mulo di Mosca
- Titolo originale: Moscow Mule
- Diretto da: Phil Abraham
- Scritto da: Marco Ramirez
- Personaggio in primo piano: Galina "Red" Reznikov

### Trama
In prigione circola il raffreddore. Viene pubblicato un articolo di Larry e Chapman ne è felice, ma anche delusa perché la maggior parte delle informazioni sono inaccurate. Vause e Chapman flirtano tra di loro: Piper viene inviata dal laboratorio di elettricità ad aggiustare una lavatrice e Alex, assegnata al reparto lavanderia, si offre di aiutarla, nonostante sia proibito. Doggett chiude Alex in una lavatrice. Piper prova a farla uscire, sbullonando l'oblò, ma vengono scoperte. Healy fa finta di niente e non le punisce. Polly partorisce, mentre nella prigione Dayanara scopre di essere incinta. Miller ricade nel tunnel della droga e, nonostante l'obiezione di Nicky, Red la taglia fuori dal suo gruppo, facendo sì che finisca in isolamento. Caputo ordina a Mendez di scoprire come la droga entri in prigione. Mendez provoca e minaccia Morello per scoprire come fare a far entrare la droga in prigione. Arrabbiata con Red, Nicky confessa a Mendez che Red usa i prodotti Nettuno per far entrare oggetti di contrabbando. I prodotti Nettuno appartengono alla stessa compagnia affiliata ai boss russi, appartenenti al passato di Red.

#### Flashback
Si rivive l'inizio della carriera criminale di Red, cominciata suggerendo un'idea agli imprenditori russi.
- Special guest star: Pablo Schreiber (George “Pornobaffo” Mendes)
- Guest stars: Natasha Lyonne (Nicky Nichols); Dascha Polanco (Dayanara Diaz); Nick Stevenson (Pete Harper); Dominic Colón (Manny); Cory Fernandez (Arturo); Uzo Aduba (Suzanne “Occhi pazzi” Warren); Beth Fowler (Jane Ingalis); Maria Dizzia (Polly Harper); Jessica Pimentel (Maria Ruiz); Yael Stone (Lorna Morello); Madeline Brewer (Tricia Miller); Nick Sandow (Joe Caputo); Elizabeth Rodriguez (Aleida Diaz); Selenis Leyva (Gloria Mendoza); Taryn Manning (Tiffany Doggett); Matt Peters (Joel Luschek); Annie Golden (Norma Romano); Samira Wiley (Poussey Washington); Diane Guerrero (Maritza Ramos); David Ross (Ganya); Catherine Curtin (Wanda Bell)

## Fottuto ringraziamento
- Titolo originale: Fucksgiving
- Diretto da: Michael Trim
- Scritto da: Sian Heder
- Personaggio in primo piano: Alex Vause

### Trama
Mendez prova ad usare lo stesso metodo di Red per far entrare droga in prigione, ma Red la butta nel water. Mendez di tutta risposta minaccia di morte Red e fa pipì nella zuppa del Ringraziamento che Red stava cucinando. Doggett ed Alex litigano circa la visione della religione e dell'omosessualità. Nicky e Alex flirtano scherzosamente.  La moglie di Burset confessa alla donna di essere interessata al nuovo pastore, provocando l'indignazione di Burset. Sotto consiglio di Sorella Ingalls, Burset chiama successivamente la moglie, dandole la sua benedizione e smettendo di dimostrarsi egoista. Finalmente la dose di estrogeni di Burset torna quella corretta. Dayanara prova a provocarsi un aborto con una pozione alle erbe di Mendoza, ma la madre Aleida le fa capire che il feto è ancora vivo. Dayanara accetta così di tenere il figlio. Chapman e Vause condividono una danza carica di erotismo che ricorda i loro tempi passati. Per ripicca Doggett denuncia loro come lesbiche e Healy manda Chapman in isolamento. Quando Healy visita Chapman in isolamento, lei reagisce male contro di lui, accusandolo di gelosia e di averla punita solo perché lesbica. Mentre soffre in isolamento Chapman giura di obbedire a Healy e di evitare Alex. Caputo ordina ad Healy di far uscire Piper dall'isolamento in quanto non c'è nessun vero motivo perché stia lì. Non appena ritorna in prigione, Piper va a cercare Alex e le due hanno un rapporto sessuale. Healy chiama Larry, ma il contenuto della chiamata non è rivelato.

#### Flashback
Vengono raccontate le prese in giro subite da Alex bambina da parte delle sue compagne di classe a causa della sua povertà, il rapporto con la madre single e il suo primo contatto con il padre, una rock-star. Viene mostrato anche l'inizio della sua carriera da trasportatrice di droga, grazie ad un amico del padre.
- Special guest stars: Pablo Schreiber (George “Pornobaffo” Mendez); Sabrina Carpenter (Jessica Wedge)
- Guest stars: Samira Wiley (Poussey Washington); Michael Chernus (Cal Chapman); Danielle Brooks (Tasha Jefferson); Mary Boyer (Pat Warren); Uzo Aduba (Suzanne “Occhi pazzi” Warren); Natasha Lyonne (Nicky Nichols); Nick Sandow (Joe Caputo); Adrienne C. Moore (Cindy Hayes); Lauren Lapkus (Susan Fischer); Taryn Manning (Tiffany Doggett); Laverne Cox (Sophia Burset); Vicky Jeudy (Janae Watson); Kim Director (Diane Vausse); Tracee Chimo (Neri Feldman); Annie Golden (Norma Romano); Tanya Wright (Crystal Burset); Lea DeLaria (Big Boo); Beth Fowler (Jane Ingalls); Matt McGorry (John Bennett); Selenis Leyva (Gloria Mendoza)

## Bora bora bora
- Titolo originale: Bora Bora Bora
- Diretto da: Andrew McCarthy
- Scritto da: Nick Jones
- Personaggi in primo piano: Piper Chapman e Patricia "Tricia" Miller

### Trama
Bennett viene a sapere che Dayanara è incinta e si preoccupa del fatto che tutti verranno a sapere che lui ha fatto sesso con Dayanara in quanto secondo la legge ai prigionieri non è consentito avere rapporti sessuali con le guardie.  Baptiste va a visitare Claudette. Presa in giro da Watson e sorretta dalle altre, Doggett comincia una crociata di miracoli. Le prigioniere hanno il compito di spaventare un gruppo di ospiti del riformatorio in visita alla prigione, ma hanno difficoltà a spaventare una ragazza sulla sedia a rotelle. Chapman ci riesce con una frase: "le altre persone non sono la parte spaventosa della prigione Deena. È il faccia a faccia con chi davvero sei". Lo scherzo nei confronti di Doggett termina quando, provocata da Piper, tenta di guarire la ragazza sulla sedia a rotelle. Doggett viene confinata in una gabbia in psichiatria. Miller, tornata dall'isolamento, cerca di aggiustare le cose con Red ma ormai è fuori dal gruppo per aver infranto le regole. Mendez la manipola affinché venda droga illegalmente. Mendez la chiude in uno sgabuzzino e Miller muore per overdose. Mendez cambia la scena del crimine, inscenando un suicidio. Nicky e Red, distrutte per la morte di Miller, decidono di farla pagare a Mendez.

#### Flashback
Vengono mostrate le nozze di Polly, il primo incontro tra Piper e Larry e la vita nelle strade di New York City di Miller, fuggita da casa per via del patrigno molestatore e costretta a rubare per procurarsi la droga, ma tenendo una lista delle cose rubate, per poter poi in futuro ripagare i soggetti derubati.
- Special guest star: Pablo Schreiber (George “Pornobaffo” Mendez)
- Guest stars: Nick Sandow (Joe Caputo); Uzo Aduba (Suzanne “Occhi pazzi” Warren); Michael Chernus (Cal Chapman); Natasha Lyonne (Nicky Nichol); Adrienne Warren (Dina); Justine Salata (Sara); Dascha Polanco (Dayanara Diaz); Lea DeLaria (Big Boo); Taryn Manning (Tiffany Doggett); Adrienne C. Moore (Cindy Hayes); Maria Dizzia (Polly Harper); Laverne Cox (Sophia Burset); Madeline Brewer (Tricia Miller); Catherine Curtin (Wanda Bell); Lauren Lapkus (Susan Fischer); Matt McGorry (John Bennett); Samira Wiley (Poussey Washington); Berto Colon (Cesar); Jackie Cruz (Flaca Gonzales); Diane Guerrero (Maritza Ramos); Vicky Jeudy (Janae Watson); Elizabeth Rodriguez (Aleida Diaz); Yael Stone (Lorna Morello); Constance Shulman (Yoga Jones); Tracee Chimo (Neri Feldman); James McDaniel (Jean Baptiste); Julie Lake (Angie Rice); Emma Myles (Leanne Taylor)

## Uomini duri con sentimenti
- Titolo originale: Tall Men With Feelings
- Diretto da: Constantine Makris
- Scritto da: Lauren Morelli
- Personaggi in primo piano: Piper Chapman e Alex Vause

### Trama
La prigione nasconde i veri motivi della morte di Miller per evitare un'indagine. Le prigioniere credono che Miller si sia suicidata e organizzano un informale memoriale per lei. La morte di Miller ferisce Mendez, che si ubriaca con Bennett. Aleida, Mendoza, Dayanara e Red trovano il modo per coprire la gravidanza di Dayanara: la ragazza avrà un rapporto sessuale con Mendez e questo sposterà ogni sospetto prima che la gravidanza di Daya divenga evidente. I due hanno un rapporto sessuale, ma siccome la guardia usa il preservativo non ci sono prove contro di lui. Doggett è sempre rinchiusa nel reparto psichiatrico, ma quando Chapman viene a scoprire che la psichiatria è peggio dell'isolamento va da Caputo per una petizione, nonostante Alex fosse contraria. Doggett ritorna in prigione e il coraggio di Chapman nell'andare a parlare con Caputo rende Alex orgogliosa di lei: le due si avvicinano sempre più e si confidano il loro amore.  Larry fa un'intervista in radio e fa dei commenti particolarmente pesanti, citando le parole di Chapman, sia su "Occhi pazzi" sia su Miss Claudette. Nella stessa intervista però spende buone parole, sempre citando Chapman, per Red, Morello e Watson. I commenti di Larry circa l'infedeltà di Chapman, convincono Piper del fatto che lui sappia che lei l'ha tradito con Vause. Chapman subito dopo chiama Larry e gli confessa la sua infedeltà. Durante il ringraziamento, Healy disse a Larry che aveva messo Piper in isolamento a causa di comportamenti omosessuali. Chapman ammette con Larry di amare Vause e Larry vede questo come un profondo tradimento. Così Larry svela a Chapman di averle mentito e che in realtà è stata proprio Alex a denunciarla e a dire il suo nome. Chiedendole come si sente ad essere innamorata della donna che ha rovinato le loro vite, Larry confida a Chapman di aver bisogno di tempo lontano da lei.

#### Flashback
Viene narrata la rottura tra Chapman e Vause a cui segue la morte della madre di Alex.
- Special guest star: Pablo Schreiber (George “Pornobaffo” Mendez)
- Guest stars: Nick Stevenson (Pete Harper); Lea DeLaria (Big Boo); Natasha Lyonne (Nicky Nichols); Uzo Aduba (Suzanne “Occhi pazzi” Warren); Matt McGorry (John Bennett); Annie Golden (Norma Romano); Catherine Curtin (Wanda Bell); Taryn Manning (Tiffany Doggett); Beth Fowler (Jane Ingalls); Jackie Cruz (Flaca Gonzales); Vicky Jeudy (Janae Watson); Constance Shulman (Yoga Jones); Alysia Reiner (Natalie Figueroa); Emma Myles (Leanne Taylor); Adrienne C. Mooore (Cindy Hayes); Dascha Polanco (Dayanara Diaz); Nick Sandow (Joe Caputo); Selenis Leyva (Gloria Mendoza); Samira Wiley (Poussey Washington); James McDaniel (Jean Baptiste); Diane Guerrero (Maritza Ramos); Laura Gómez (Blanca Flores); Abigail Savage (Gina Murphy); Yael Stone (Lorna Morello); Benjamin Eakeley (Greg O'Brien); Eliabeth Rodriguez (Aleida Diaz)

## Fregami una volta
- Titolo originale: Fool Me Once
- Diretto da: Andrew McCarthy
- Scritto da: Sara Hess
- Personaggio in primo piano: Tiffany ''Pennsatucky'' Doggett

### Trama
Alex confessa a Piper d'esser stata lei a venderla all'FBI in cambio di uno sconto sulla pena. In seguito, Caputo scopre che Mendez ha avuto un rapporto sessuale con Dayanara, ma Figueroa fa insabbiare il caso, sospendendo Mendez invece di licenziarlo, come speravano le altre detenute. Dayanara racconta a Bennett dell'inganno teso a Mendez, ma Bennett si arrabbia. Yoga Jones confida a Watson di aver commesso un omicidio sparando involontariamente verso un bambino di otto anni. Doggett cerca di convertire Chapman e la perdona, mentre Mendez crede che Dayanara sia innamorata di lui e ordina a Bennett di requisire un carico segnato contenente droga dentro un camion che rifornisce la mensa: Mendez spiega al collega che è Red a spacciare la droga nel carcere e chiede a Bennett di denunciare la detenuta a Caputo. L'appello di Miss Claudette è respinto: quando torna in prigione aggredisce una guardia e finisce nel carcere di massima sicurezza. Taystee, non riuscendo ad adattarsi al di fuori della prigione, decide di farsi nuovamente incarcerare. Quindi Doggett tenta anche di battezzare Chapman, che però si rifiuta: Doggett prende questo gesto come una mancanza di rispetto e progetta di ucciderla. Nel frattempo, Bennett segue l'ordine di Mendez, rivelando a Caputo del carico di droga. Infine, Larry chiede a Piper di sposarlo.

#### Flashback
Viene raccontato di come Doggett, ex drogata, uccise un'infermiera della clinica in cui si era recata ad abortire per la quinta volta, perché l'aveva presa in giro. Un gruppo di cristiani conservatori anti-aborto provvidero per lei un aiuto legale pro bono.
- Guest stars: Danielle Brooks (Tasha Jefferson); Tracee Chimo (Neri Feldman); Chris Beetem (Mark Payne); Taryn Manning (Tiffany Doggett); Dascha Polanco (Dayanara Diaz); Yael Stone (Lorna Morello); Lauren Lapkus (Susan Fischer); Michael Chernus (Cal Chapman); Nick Sandow (Joe Caputo); Uzo Aduba (Suzanne “Occhi pazzi” Warren); Vicky Jeudy (Janae Watson); Alysia Reiner (Natalie Figueroa); Samira Wiley (Poussey Washington); Abigail Savage (Gina Murphy); Matt McGorry (John Bennett); Annie Golden (Norma Romano); Sanja Danilovic (Katya); Adrian Enscoe (Trey); Beth Fowler (Jane Ingalls); Adrienne C. Moore (Cindy Hayes); Selenis Leyva (Gloria Mendoza); Devin Harjes (Arlen)

## Non puoi guarire un pazzo
- Titolo originale: Can't Fix Crazy
- Diretto da: Michael Trim
- Scritto da: Tara Hermann e Jenji Kohan
- Personaggio in primo piano: -

### Trama
Caputo sceglie Mendoza per ricoprire il posto di capo cucina, che è stato sottratto a Red. Proprio quest'ultima, arrabbiata e in cerca di vendetta, sabota la cucina provocando un incendio nel forno. Dall'incendio viene ferita Gina Murphy e questo provoca la rottura dell'amicizia tra Norma Romano e Red. Bennett e Dayanara continuano a litigare a causa del piano ideato dalla ragazza che ha messo nei guai Mendez. Burset riceve una cartolina natalizia da suo figlio, Michael. Chapman dice a Vause di aver scelto Larry e di volerlo sposare, così Alex decide di tagliarla per sempre fuori dalla sua vita. Larry nel frattempo va a far visita ad Alex in prigione e le chiede di star lontana da Chapman; Vause risponde che lo farà, ma precisa come sia stata Chapman a cercarla per prima e comunica a Larry che la sua insicurezza non deriva da Alex, ma dal fatto che Chapman sia una persona debole. Dopo aver riflettuto Larry decide di lasciare Chapman. Chapman decide così di ritornare da Alex, che però nel frattempo ha avuto una relazione sessuale con Nicky e la caccia via. Chapman è terrorizzata dalle minacce di morte di Doggett che cerca di ferirla con un crocifisso da cui spunta una lama. Big Boo dà a Chapman il cacciavite che non era mai stato ritrovato nel laboratorio di elettricità perché possa difendersi. Durante la recita di Natale, Chapman e Doggett hanno uno scontro finale. Chapman chiede aiuto a Healy, che però dopo aver visto cosa stava succedendo fa finta di niente e va via. Doggett ferisce la mano di Chapman, la quale perde il controllo del cacciavite. Piper sovrasta Doggett, la scaraventa a terra colpendola ripetutamente, mentre sulla neve schizza del sangue.
- Special guest star: Pablo Schreiber (George “Pornobaffo” Mendez)
- Guest stars: Annie Golden (Norma Romano); Taryn Manning (Tiffany Doggett); Laverne Cox (Sophia Burset); Uzo Aduba (Suzanne “Occhi pazzi” Warren); Brendan Burke (Wade Donaldson); Beth Fowler (Jane Ingalls); Natasha Lyonne (Nicky Nichols); Selenis Leyva (Gloria Mendoza); Danielle Brooks (Tasha Jefferson); Adrienne C. Moore (Cindy Hayes); Jackie Cruz (Flaca Gonzales); Dascha Polanco (Dayanara Diaz); Matt McGorry (John Bennett); Lauren Lapkus (Susan Fischer); Diane Guerrero (Maritza Ramos); Nick Sandow (Joe Caputo); Samira Wiley (Poussey Washington); Lea DeLaria (Big Boo); Constance Shulman (Yoga Jones); Todd Susman (Howard Bloom); Elizabeth Rodriguez (Aleida Diaz); Catherine Curtin (Wanda Bell); Vicky Jeudy (Janae Watson); Julie Lake (Angie Rice); Jessica Pimentel (Maria Ruiz); Emma Myles (Leanne Taylor); Yael Stone (Lorna Morello); Abigail Savage (Gina Murphy); Alysia Reiner (Natalie Figueroa); Bryan Langlitz (Stephen); Kathryn Kates (Amy Bloom); Matt Peters (Joel Luschek); Constance Shulman (Yoga Jones)